# Чаглар Сеюнджю
Чаглар Сеюнджю (тур. Çağlar Söyüncü, нар. 23 травня 1996, Ізмір) — турецький футболіст, захисник збірної Туреччини та клубу «Лестер Сіті».

## Клубна кар'єра
9 серпня 2018 року Сеюнджю перейшов в англійський «Лестер Сіті», підписавши контракт на 5 років. Сума трансферу склала 20 млн євро. 27 жовтня в матчі проти «Вест Гем Юнайтед» він зіграв свою першу гру англійській Прем'єр-лізі.
Сеюнджю забив свій перший гол у Прем'єр-лізі в 11 турі сезону 2019–20, 3 листопада 2019 року проти «Крістал Пелес» на Селгерст Парк, який закінчився з рахунком 2–0 на користь Лестера.

## Досягнення
- Володар Кубка Англії (1):

«Лестер Сіті»: 2020-21
- Володар Суперкубка Англії (1):

«Лестер Сіті»: 2021